# Lamongan (Arjasa)
Lamongan is een bestuurslaag in het regentschap Situbondo van de provincie Oost-Java, Indonesië. Lamongan telt 3821 inwoners (volkstelling 2010).